# Pather Panchali
Pather Panchali (bengalí:: পথের পাঁচালী Pôther Pãchali, en català, La cançó del camí), estrenada el 1955, és la primera pel·lícula de la "Trilogia d'Apu" del director Satyajit Ray. La pel·lícula representa la vida d'un nen de l'Índia en els anys 50. Apareix en la llista de les millors pel·lícules de la història de 1992, llista que elabora periòdicament la revista Sight & Sound.
Ray, que per aquell temps era un director completament desconegut, va dirigir aquesta pel·lícula amb un baix pressupost; el previst per a la producció va ser de 70.000 ₹ (uns 14.613 dòlars el 1955). Després de l'èxit de Pather Panchali, va aconseguir una subvenció del govern de Bengala Occidental i va acabar la trilogia per ordre del primer ministre de l'Índia; això indica l'impacte cultural que va aconseguir la seva primera pel·lícula.

## Títol
La paraula pather significa literalment "del camí" en bengalí. Panchali es refereix a un tipus de cançó folklòrica que es cantava a Bengala, precursora d'un altre tipus de cançó que es diu ŷatra. Per això, sembla que el títol indica que la trama és un vell conte ("panchali") que té lloc en un poble (on els únics carrers que es podien trobar eren camins). En anglès, es podria traduir com a "The Lament of the Path" ("El lament del camí"), o "Song of the Road" (Cançó del camí).

## Argument
Pather Panchali és principalment una representació de la vida en l'Índia durant els anys 1920. El focus d'aquesta pel·lícula són les vides d'Apu (nom i cognom: Apurba Kumar Raj) i dels membres de la seva família.
La història narra la vida d'una família pobra de brahmans. El pare, Harihar, és un sacerdot que no pot guanyar prou diners per a donar suport a la seva família. La mare, Sarbajaya, té la responsabilitat principal de criar a la seva entremaliada filla Durga i de cuidar a la seva cunyada, ja gran, anomenada Indir, d'esperit independent fet que la irrita de vegades. Amb l'arribada d'Apu, escenes d'alegria i jocs enriqueixen la seva vida diària, de tant en tant interrompuda per la tragèdia (per ex., la mort d'Indir). No obstant això, la vida és una lluita, i per això Harihar ha de trobar un nou treball i marxar. Sarbajaya està sola, estressada i ha de lluitar per la supervivència de la seva família. A més, la vida d'aquesta família està marcada per la turbulència del monsó. El desastre final, la mort de Durga, obliga la família a marxar del poble a la recerca d'una nova vida a Benarés.
La pel·lícula suggereix una relació íntima entre la pèrdua i el desenvolupament, o entre la destrucció i la creació. Un altre tema de Pather Panchali serà la cerca del progrés (per ex., l'arribada del tren al poble, o el desig d'una bona boda).

### Estructura argumental
Pel que fa a l'ordenació de les seqüències, la narració és lineal-cronològica; la pel·lícula segueix el fil argumental i conté elements d'el·lipsi temporal sense utilitzar flashbacks ni flashforwards. S'alternen plànols per aconseguir la continuïtat de la narració. La majoria són llargs i estàtics, la qual cosa provoca un ritme pausat.
L'efecte de transició més utilitzat és el fos i encadenat.
- Inici: Comença en un llogaret apartat de tota civilització, amb una família pobra bengalí formada pel pare, Harihar, la mare, Sarbojaya, la filla, Durga, i el fill en camí, Apu.
- Desenvolupament: Els escassos recursos econòmics i la precarietat de les condicions de vida fan que el pare hagi de buscar treball fora de la llar, mentre que la dona s'encarrega de mantenir als fills malgrat les dificultats.
- Clímax: El punt àlgid de la pel·lícula es produeix amb la mort de Durga.
- Desenllaç: La família pren la decisió d'emigrar després de la mort de Durga amb la finalitat de buscar el seu benestar.

## Context sociopolític
El 15 d'agost de 1947, l'Índia britànica va deixar d'existir. Es va proclamar oficialment la independència i es van formar dos nous estats sobirans: Índia i Pakistan.
Entre 1947 i 1950 tenen lloc alguns esdeveniments com el conflicte civil, el problema dels refugiats, l'assassinat de Mahatma Gandhi el 30 de gener de 1948 i la guerra entre Índia i Pakistan per la qüestió de Caixmir.
El període comprès entre 1950 i 1966 es caracteritza per l'apogeu del Partit del Congrés, amb els Governs de J. Nehru i després de Shastri. Es van dedicar intensament a la reconstrucció i desenvolupament del país.
En els anys posteriors l'Índia va quedar marcada per la seva independència, el declivi polític del Partit del Congrés, la signatura del Tractat amb l'URSS en 1971 i la pèrdua de les eleccions del Congrés en 1977.
El director estava profundament afectat per la gent i les condicionis socioeconòmiques existents a Bengala. Encara que les seves pel·lícules tenen un interès humanista universal, la vida de les diverses classes socials de Bengala, el conflicte dels nous i antics valors, i els efectes dels accelerats canvis en les condicions econòmiques i polítiques de l'Índia són alguns dels temes recurrents en la seva obra.

## Crítica
Pather Panchali va ser ressenyada mundialment amb grans lloances. Akira Kurosawa va dir sobre la pel·lícula que no oblidava l'entusiasme després d'haver-la vist, ja que és el tipus de cinema que flueix amb la serenitat i la noblesa d'un gran riu; l'efecte de la pel·lícula és aclaparador i va destacar la seva capacitat "per despertar passions profundes".
"Aquest conte, com Ray l'ha narrat, toca l'ànima i les ments del públic, sobrepassant les barreres culturals i lingüístiques," va escriure el 1996 James Berardinelli.
"La primera pel·lícula del genial Satyajit Ray - possiblement el director més desvergonyit i natural - és un somni callat sobre la vida d'una família empobrida de brahmans en un poble bengalí. Bell, de vegades còmic i ple d'amor, va portar a la pantalla una nova visió de l'Índia," va dir Pauline Kael.

## Premis
- Medalles d'or i de plata del President, Nova Delhi, 1955.
- Medalla nacional de pel·lícula per a millor pel·lícula, Índia, 1956.
- Millor document de l'ésser humà, Cannes, 1956.
- Diploma de mèrit, Edinburgh, 1956.
- Millor pel·lícula, Vancouver, 1958.